# Espada guadaña

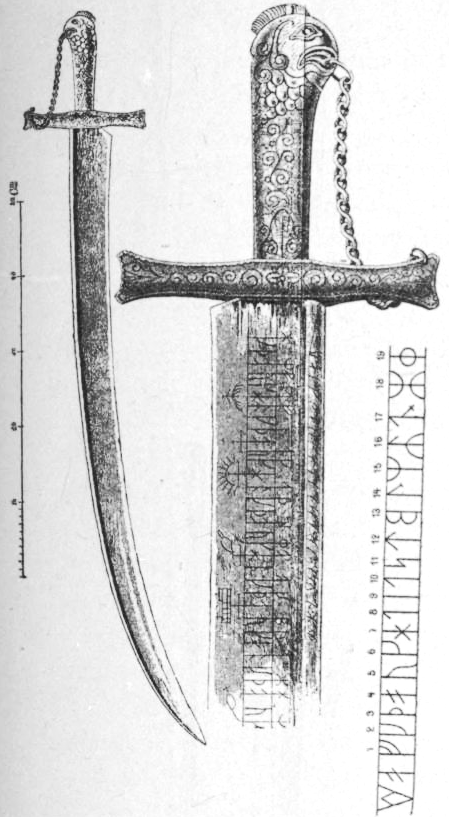
La espada guadaña de Thomas Müntzer junto a una representación de la parte «verano» de su calendario rúnico.

La espada guadaña (Sensenschwert) era un tipo de espada de un solo filo del renacimiento alemán, emparentada con el dussack. Consistía en la hoja de una guadaña a la que se unía una empuñadura de espada. Al igual que la falx o falcata de la antigüedad, era una espada curva con el filo en el interior (a diferencia de la cimitarra o el sable, cuyo filo estaba en el exterior).
El único ejemplo conocido de una verdadera espada de guadaña (su hoja está hecha de una guadaña real) es la de Thomas Müntzer (1489-1525), conservada en el Museo Histórico de Dresde. Esta espada tiene una representación de un calendario rúnico incisa en la hoja. Demmin (1893) señala la existencia de otras espadas de principios del siglo XVI con calendarios rúnicos en Berlín, Viena, París, Múnich, Graz y Luxemburgo.

## Teorías
Es posible que «espada guadaña» se refiera a la romfalla tracia (del griego: ῥομφαία), generalmente una larga hoja curva con el filo cortante en el borde cóncavo o interior con una punta punzante, unida a una pértiga (mango de madera) más corta que la hoja.

## La romfalla
La romfalla tracia se compara a menudo con la falx daciana, una versión más larga de la romfalla. Esta era un arma blanca de combate cuerpo a cuerpo utilizada por los tracios ya en los años 350-400 a. C. La falx a dos manos está claramente relacionada con la romfalla tracia. Es un derivado tanto de la espada como de la lanza, utilizadas por los dacios.
Tanto la romfalla como la falx se fabricaban con una o dos manos. La mayoría de los ejemplos conservados sugieren que el tipo más pequeño y corto «a una mano» habría sido en realidad «a mano y media», en el que la segunda mano se utilizaba más como palanca para que los golpes, las estocadas, las recuperaciones y los cambios de ángulo de ataque fueran más rápidos y fluidos. Así, «espada guadaña» podría referirse a una romfalla, o falx posiblemente.